# Cap Wolstenholme
Pour les articles homonymes, voir Wolstenholme.
Le cap Wolstenholme (en inuktitut : Anaulirvik) est le point le plus septentrional de la province de Québec. Il constitue l'extrémité de la péninsule d'Ungava, dans le détroit d'Hudson. Il est situé à environ 28 km au nord-est du village d'Ivujivik.

## Toponymie
Le nom du cap Wolstenholme lui a été donné par le navigateur Henry Hudson, lors de son dernier voyage en 1610, afin d'honorer la mémoire de Sir John Wolstenholme (1562-1639) qui avait financé l'expédition dans l'espoir de découvrir le passage du Nord-Ouest.

## Géographie
Le cap Wolstenholme, comme la majorité du littoral de la région, se présente comme une falaise rocheuse de 300 m de hauteur. Il commande l'entrée de la passe Digges, qui sépare les îles Digges du continent.

## Écologie
Le cap est l'un des principaux lieux de nidification du guillemot de Brünnich. La zone, désignée comme Réserve de parc national du Cap-Wolstenholme, est protégée et pourrait devenir un véritable parc national dans les prochaines années.